# Oidij
Oidij je bolezen, ki jo povzroča gliva Uncinula necator in lahko prizadene vse predstavnike družine vinikovk (Vitiaceae), vendar predvsem vinsko trto (Vitis vinifera); takrat jo imenujemo oidij ali pepel vinske trte.  Največ škode povzroča oidij v vinogradih, še posebej je na to bolezen občutljiva sorta Cabernet Sauvignon (Vitis vinifera L. cv. Cabernet Sauvignon). Bolezen se je v Evropo razširila iz Amerike v prvi polovici 19. stoletja.
Gliva prezimi v popkih rastline in spomladi napada mlade liste z obeh strani, mladice, poganjke in grozdne jagode. Bolezen se po navadi najprej pojavi na poganjkih (zgodnji oidij). Ti se nehajo razvijati že v zgodnji fazi, se zvijajo in so prekriti s prevleko, ki spominja na pepel. Okuženi mladi listi se začnejo kodrati, sušiti in na koncu odpadejo.
Največ škode naredi bolezen, kadar se razširi po grozdih (pozni oidij). V poznem poletju nastanejo na listih velike rdeče-rjave ali rumene pege. Pri poznem oidiju so lahko okužene mlade ali bolj dozorele jagode. Mlade jagode otrdijo in se posušijo, kar ne povzroči bistvene škode, če bolezen kmalu ustavimo. Pri bolj zrelih grozdih pa gliva prizadene predvsem povrhnjico jagode. Gliva zavira rast povrhnjice, da jagoda ne more več rasti. Zaradi pritiska, ki ga povzroča naknadno skladiščenje sladkorja v jagode, povrhnjica poči. Take jagode v vlažnem vremenu zgnijejo, zaradi česar se gniloba širi tudi na zdrave jagode, kar povzroči večjo škodo. V vročem in sušnem vremenu pa se počene jagode posušijo.
Gliva lahko okuži tudi grozdne peclje in jih posuši, kar prekine dovod vode in hranil v jagode, ki zakrnijo in ostanejo kisle.
Za boj proti oidiju se uporabljajo žveplo ali organski fungicidi.